# Última declaración geométrica de Jacobi
En geometría diferencial y geometría geometría algebraica, la última declaración geométrica de Jacobi es una conjetura que lleva el nombre del matemático alemán Carl Gustav Jakob Jacobi (1804-1851). Según esta conjetura, cada cáustica desde cualquier punto {\displaystyle p} (distinto de los puntos umbilicales) en un elipsoide, tiene exactamente cuatro cúspides. 